# Manchester City F.C.
Manchester City Football Club – angielski klub piłkarski z siedzibą w Manchesterze. W sezonie 2024/2025 występuje w Premier League.
Klub powstał w 1880 roku jako Saint Marks (West Gorton), w 1887 został przemianowany na Ardwick AFC, a obecną nazwę nosi od 1894. Zdobył dziesięć tytułów mistrza Anglii, siedem razy wygrał Puchar Anglii, osiem razy – Puchar Ligi Angielskiej, po razie: Puchar Zdobywców Pucharów, Ligę Mistrzów i Superpuchar Europy.
W latach 90. zespół dwukrotnie spadł – najpierw z Premier League, następnie z Division One. Od 2002 roku nieprzerwanie występuje w najwyższej klasie rozgrywkowej.

## Historia

### Przed drugą wojną światową: 1880–1939

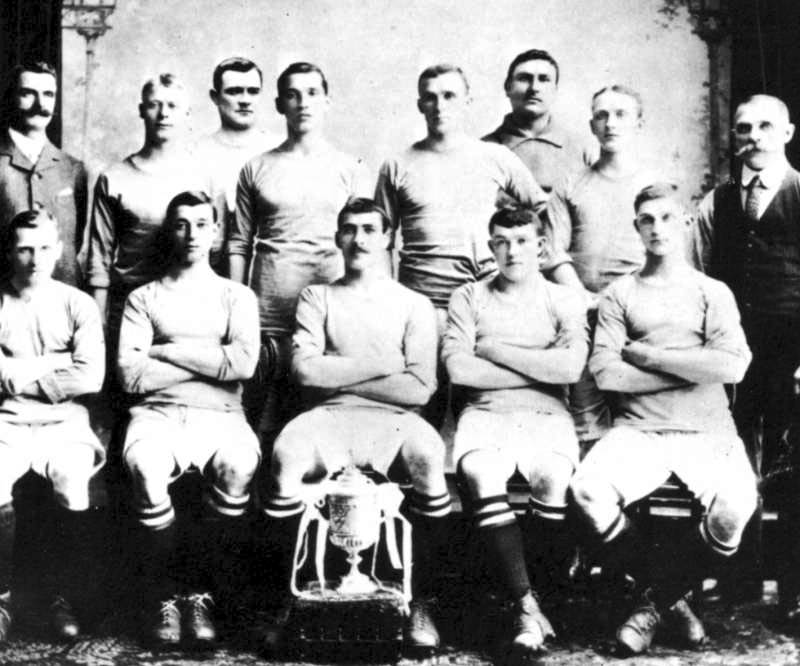
Skład Manchesteru City, który zdobył Puchar Anglii w 1904 roku.

Manchester City został założony w 1880 roku jako Saint’s Marks (West Gorton) przez Annę Connell, córkę proboszcza kościoła pod wezwaniem św. Marka w dystrykcie Gorton i dwóch strażników z tegoż kościoła, zarazem pracowników pobliskiej huty. W roku 1887 Manchester City zaczął grać na nowym stadionie Hyde Road, położonym w dystrykcie Ardwick, na wschód od centrum miasta, i zmienił nazwę na Ardwick AFC, by odzwierciedlić przeprowadzkę. Pod tą nazwą w 1892 dołączył do the Football League jako członek założyciel Second Division, drugiej ligi. Problemy finansowe w sezonie 1893/1894 doprowadziły do reorganizacji klubu, w ramach której jego nazwa została zmieniona na Manchester City FC.
Pierwszym osiągnięciem Manchesteru City było wygranie Second Division w 1899 i zarazem awans do najwyższej klasy rozgrywkowej, First Division, ale pierwszym znaczącym trofeum był dopiero Puchar Anglii zdobyty 23 kwietnia 1904 dzięki finałowemu zwycięstwu 1:0 nad Bolton Wanderers. City miało zresztą szansę na zdobycie w tym sezonie podwójnej korony, ale ostatecznie drużyna ukończyła rozgrywki ligowe na drugim miejscu w tabeli.
W kolejnych sezonach klub musiał stawić czoła oskarżeniom o nieprawidłowości finansowe, które ostatecznie doprowadziły do zawieszenia siedemnastu graczy, w tym kapitana, Billy’ego Mereditha, w 1906; Meredith wkrótce odszedł do Manchesteru United. W 1920 pożar na Hyde Road zniszczył główną trybunę, a trzy lata później klub przeniósł się na nowy, specjalnie dlań wybudowany stadion – Maine Road w Moss Side.
W latach 30. Manchester City dwa razy z rzędu docierał do meczów finałowych Pucharu Anglii – w 1933 przegrał z Evertonem, a w 1934 roku wygrał z Portsmouth FC. Trzy lata później triumfował w walce o mistrzostwo Anglii, ale w następnym sezonie spadł z ligi, chociaż strzelił więcej goli niż którakolwiek z pozostałych ekip.

### Po drugiej wojnie światowej: 1939–2002
Dwadzieścia lat później drużyna, dzięki systemowi taktycznemu zwanemu Revie Plan („plan Reviego”), dwa razy z rzędu dotarła do finału Pucharu Anglii, pierwszy z nich przegrała (w 1955 z Newcastle United), a wygrała drugi (w 1956 3:1 z Birmingham City; mecz jest znany z powodu występu Berta Trautmanna, który grał w nim, nie wiedząc, iż odniósł poważną kontuzję szyi).
W styczniu 1965, dwa lata po spadku do drugiej dywizji padł rekord najmniejszej frekwencji kibiców na własnym stadionie – 8015 widzów w meczu przeciwko drużynie Swindon Town. W lecie 1965 trenerem klubu został Joe Mercer wraz z Malcolmem Allisonem. W pierwszym sezonie pod wodzą Mercera Manchester City wygrał drugą dywizję, a najważniejszymi piłkarzami klubu byli: Mike Summerbee i Colin Bell. W sezonie 1967–1968, Manchester City po raz drugi zdobył mistrzostwo Anglii. Kolejne zdobyte trofea to Puchar Anglii w roku 1969 oraz Puchar Zdobywców Pucharów w roku 1970, uzyskany w Wiedniu po zwycięstwie 2:1 nad Górnikiem Zabrze. W tym samym sezonie zespół zdobył także Puchar Ligi, stając się jednocześnie drugim angielskim klubem, któremu udało się zdobyć puchar krajowy i europejski w tym samym sezonie.
Lata 70. to dalsza walka o laury, zwieńczona dwukrotnie drugim miejscem w lidze, kiedy to zespół dwukrotnie kończył sezon mając stratę jednego punktu do lidera. W 1974 w przegrali finale Pucharu Ligi z Wolverhampton Wanderers. W ostatnim meczu sezonu 1973/1974 przeciwko derbowym rywalom z Manchester United były gracz United Denis Law zdobył gola strzałem piętą, pieczętując spadek United do drugiej ligi. W Pucharze Ligi roku 1976 City pokonało 2:1 Newcastle United.
Kolejne lata to znaczna zniżka formy w porównaniu z sukcesami lat 60. oraz 70. 22 listopada 1978 Manchester City pozyskał Kazimierza Deynę. Malcolm Allison w 1979 po raz drugi objął posadę menedżera, jednak nietrafione transfery, takie jak kupno Steve’a Daleya kosztowały go utratę stanowiska. W klubie zaczęła się intensywna rotacja szkoleniowców – w samych latach 80. było ich ośmiu. W 1981 City dotarło do finału Pucharu Anglii, w którym uległo Tottenhamowi Hotspur. W latach 1983 i 1987 klub spadł do niższej ligi. Pod wodzą Petera Reida zespół odbudował się w Division One, dwukrotnie kończąc rozgrywki w pierwszej piątce. Była to jednak tylko chwilowa zwyżka, po odejściu Reida zespół ponownie popadł w marazm. City było jednym z założycieli Premier League, jednak w 1992 po raz kolejny spadło do Division One. Po dwóch sezonach spędzonych w tej lidze City zostało pierwszym w historii zespołem ze zwycięstwem w europejskim pucharze, który spadł do trzeciej ligi.
Po spadku klub przeszedł gruntowną wewnętrzną reformę pod rządami nowego prezesa, Davida Bernsteina, który m.in. wprowadził znacznie wydajniejszą kontrolę finansową. City awansowało poziom wyżej już w pierwszym sezonie, po dramatycznym meczu z Gillingham. W następnym sezonie zespół znów awansował, jednak Premier League okazało się zbyt mocne dla City, co skończyło się kolejnym spadkiem w 2001. Jako menedżer zatrudniony został Kevin Keegan, prowadząc zespół do szturmu na pierwszą ligę w sezonie 2001/2002, kiedy to klub pobił rekordy liczby zdobytych punktów i strzelonych bramek w jednym sezonie.

### Przejście na nowy stadion: 2002–2009

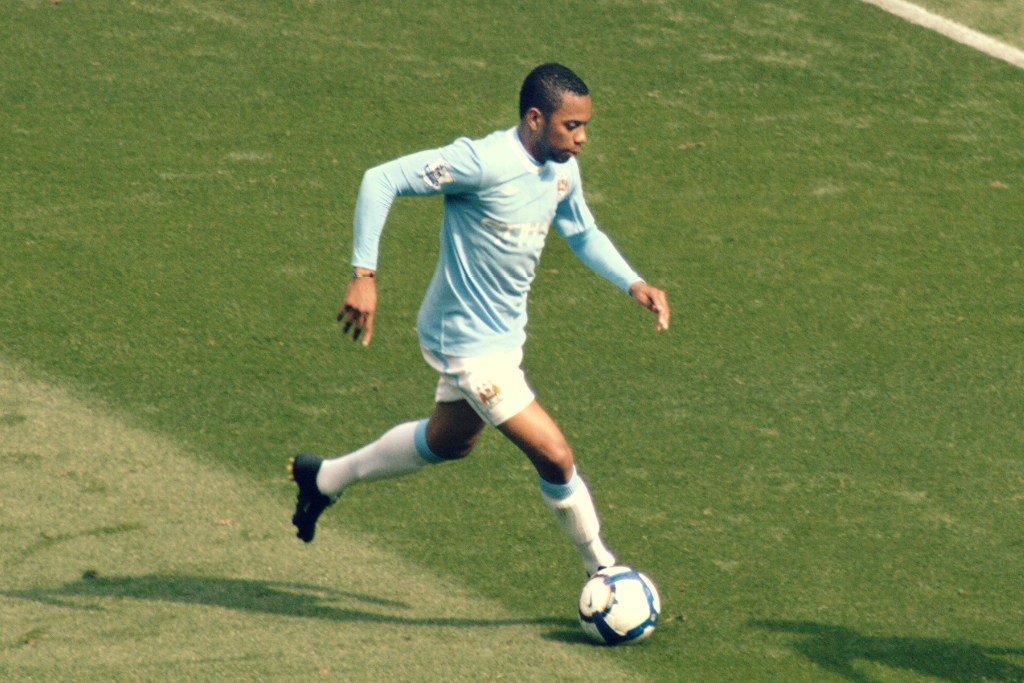
Robinho w barwach Manchesteru City.

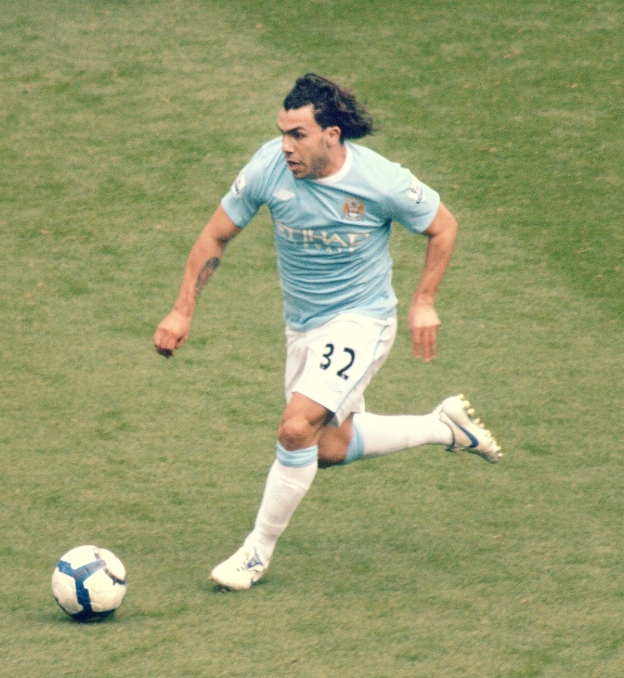
Carlos Tévez jako piłkarz klubu.

Sezon 2002/2003 był ostatnim, w którym Manchester rozgrywał mecze na Maine Road. Wygrał wówczas derby Manchesteru 3:1, na co musiał czekać aż 13 lat. City zakwalifikowało się także do Pucharu UEFA, ponieważ zwyciężył w rankingu Fair-Play. Po raz pierwszy od 25 lat Manchester zagrał w europejskich pucharach. W roku 2003 The Citizens zaczęli grać na nowym stadionie o nazwie City of Manchester Stadium.
W marcu 2005 Kevin Keegan opuścił klub, a pełniącym obowiązki menedżera został Stuart Pearce, który poprowadził zespół do ośmiu zwycięstw z rzędu, co niemalże pozwoliło zespołowi zakwalifikować się do europejskich pucharów. Pearce został nagrodzony pełnoprawną rolą menedżera. Do listopada 2005 roku City utrzymywało się w pierwszej szóstce. Forma spadła jednak w drugiej połowie sezonu, co poskutkowało 15 pozycją na zakończenie rozgrywek.
W sezonie 2006/2007 City miało problemy ze strzelaniem bramek, zwłaszcza w meczach przed własną publicznością. Dość powiedzieć, że zespół zdobył na swoim boisku jedynie 10 goli, co stanowiło nowy rekord (Sunderland w sezonie 2002/2003 zdobył bramek 14, zaś rekord należał do Woolwich Arsenal, który w sezonie 1912/1913 strzelił 11 goli). W ostatnich dwóch domowych meczach sezonu zawodnicy City nie wykorzystali dwóch rzutów karnych i zakończyli sezon na 14 pozycji. Dopełnieniem tego sezonu było zwolnienie Pearce’a i jego sztabu szkoleniowego.
Następca Pearce’a, Sven-Göran Eriksson, przejął stery w zespole w lipcu 2007, po opuszczeniu stanowiska selekcjonera zespołu narodowego Anglii. City zakwalifikowało się do Pucharu UEFA poprzez ranking fair play. Eriksson zabrał drużynę na tournée po Tajlandii i Hongkongu, po czym 2 czerwca 2008 został zwolniony ze stanowiska. Dwa dni później jego posadę objął Mark Hughes.
1 września 2008 za kwotę 32,5 miliona funtów do Manchesteru City dołączył Robinho. The Citizens ustanowili zarazem rekord transferowy na Wyspach Brytyjskich. W pierwszych kolejkach sezonu drużyna była w czołówce tabeli, seria porażek sprawiła jednak, że pod koniec 2008 klub był tuż nad strefą spadkową. Lepsza forma prezentowana w roku 2009 sprawiła, jednak, że klub zajmował miejsce w środkowej części tabeli. Manchester City dotarł także do ćwierćfinału Pucharu UEFA, jednak przegrał w nim z Hamburger SV. W zimowym okienku transferowym w 2009 klub sprowadził Wayne’a Bridge’a, Shaya Givena, Craiga Bellamy’ego oraz Nigela de Jonga zaś w letnim, przed sezonem 2009/2010 Manchester City wydał ponad 120 milionów funtów na transfery. Klub kupił Garetha Barry’ego, Sylvinho, Roque Santa Cruza, Emmanuela Adebayora, Carlosa Téveza, Joleona Lescotta oraz Kolo Touré. Natomiast z zespołem pożegnali się tacy gracze jak: Richard Dunne, Daniel Sturridge czy Elano.

### Okres Roberto Manciniego: 2009–2013

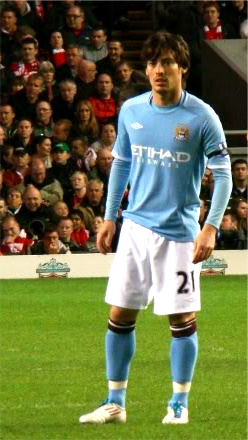
David Silva w koszulce Manchesteru.

19 grudnia 2009 zwolniono Marka Hughesa i zatrudniono Roberto Manciniego. City zakończyło sezon na piątym miejscu oraz zakwalifikowało się do Ligi Europejskiej 2010/2011, gdzie dotarli do 1/8 finału. Przed rozpoczęciem rozgrywek 2010/11 The Citizens dokonali wielu transferów. Zespół opuścił Robinho, natomiast do klubu przybyli: Jérôme Boateng, Yaya Touré, David Silva, Aleksandar Kolarov, James Milner oraz Mario Balotelli. W trakcie zimowego okienka transferowego, Roberto Mancini pozyskał najlepszego strzelca Bundesligi – Edina Džeko. 16 kwietnia 2011 drużyna zdobyła Puchar Anglii pokonując w półfinale Manchester United, a w finale – Stoke City. Temu osiągnięciu nadano historyczny wymiar, ponieważ było to pierwsze ważne trofeum zdobyte po ponad 30-letniej przerwie. 10 maja 2011 klub zakwalifikował się po raz pierwszy w swojej historii do Ligi Mistrzów. Z końcem sezonu 2010/11 City zajęło (kosztem Arsenalu) 3. miejsce w tabeli, równając się z Chelsea F.C., która przewagą bramek zakończyła występy na drugiej pozycji.
W kolejnym letnim okienku transferowym uprzedzającym sezon 2011/2012, City pozyskało między innymi: Gaël’a Clichy’iego, Stefana Savicia, Sergio Agüero i Samira Nasriego. Natomiast do Bayernu Monachium odszedł Jérôme Boateng. Ponadto klub opuścili: Jô, Shay Given, Shaun Wright-Phillips, Craig Bellamy oraz Patrick Vieira, który zakończył karierę. Te wzmocnienia zaowocowały zdobyciem tytułu Premier League oraz wywalczeniem Tarczy Wspólnoty przez „The Citizens”. W Lidze Mistrzów Manchester został ulokowany w grupie z Bayernem Monachium, SSC Napoli oraz Villarreal CF. Ostatecznie piłkarze klubu zajęli trzecie miejsce i zakwalifikowali się do rozgrywek Ligi Europejskiej, gdzie odpadli w 1/8 finału, ulegając Sportingowi.
W letnim okienku transferowym 2012/2013 Manchester City pozyskał: Jacka Rodwella, Maicona, Javiego Garcíe, Matije Nastasicia oraz Scotta Sinclaira. Transfery te miały bardziej na celu załatać dziury w klubie niż decydować o jego sile, ponieważ z klubu odeszli: Nigel de Jong, Owen Hargreaves, Emmanuel Adebayor, Adam Johnson oraz Stefan Savić. Ponadto w zimowym okienku transferowym po poważnych sprzeczkach z Roberto Mancinim do A.C. Milanu został sprzedany Mario Balotelli. City osłabiane przez liczne kontuzje czołowych graczy zespołu ostatecznie zajęło drugie miejsce w lidze. W Lidze Mistrzów zostali ulokowani w grupie śmierci (Real Madryt, Borussia Dortmund oraz AFC Ajax). Manchester City ostatecznie zajął ostatnie miejsce w grupie, nie łapiąc się nawet do Ligi Europejskiej. Jeśli chodzi o Puchar Anglii to podopieczni trenera Manciniego zostali pokonani w finale przez spadkowicza Premier League Wigan Athletic 0:1. Ten mecz ostatecznie zadecydował o zwolnieniu Roberto Manciniego z klubu. Jego funkcję tymczasowo objął były asystent Włocha Brian Kidd, który poprowadził zespół w ostatnich dwóch meczach ligi przeciwko Norwich oraz Reading. Mecz przeciwko Norwich zakończył się porażką Obywateli 2:3, zaś spotkanie z Reading podopieczni Anglika wygrali 2:0.

### Przyjście Manuela Pellegriniego: 2013–2016

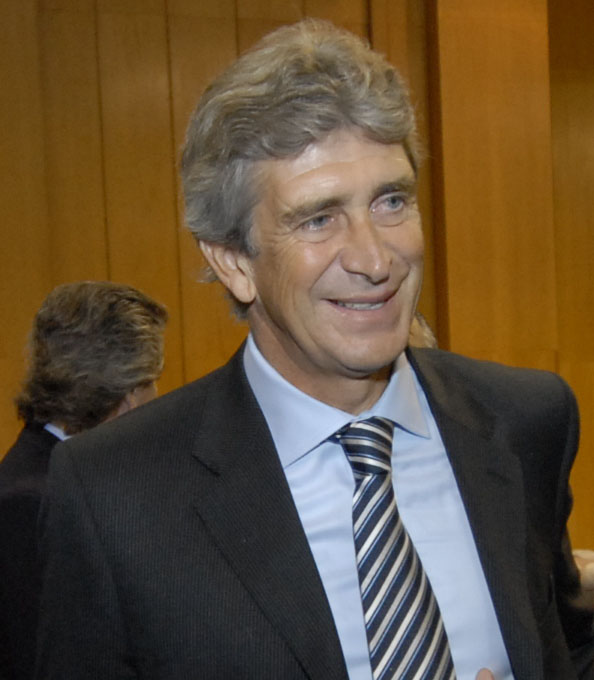
Manuel Pellegrini – szkoleniowiec Manchesteru City w latach 2013–2016

W czerwcu 2013 do klubu zostali sprowadzeni Fernandinho oraz Jesús Navas za łączną kwotę 66,25 mln euro. W czerwcu ogłoszono również następcę Roberto Manciniego. Menedżerem zespołu został Chilijczyk Manuel Pellegrini. Niespodziewanie na stanowisku asystenta menedżera pozostał Brian Kidd. 10 lipca odbyła się pierwsza oficjalna konferencja prasowa Pellegriniego. Do Juventusu za 9 mln euro został sprzedany Carlos Tévez, do AS Romy za 2 mln euro Maicon, a na zasadzie wolnego transferu odeszli: Kolo Touré oraz Roque Santa Cruz.

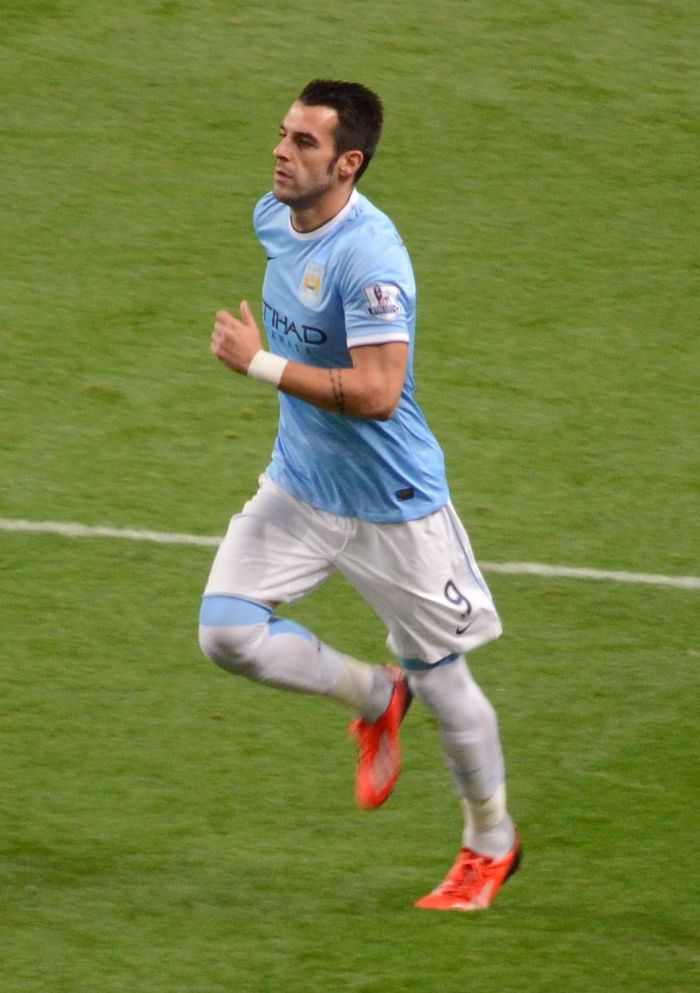
Jeden z pierwszych transferów w sezonie 2013/14 – Álvaro Negredo.

Nowym graczami Obywateli zostali snajper Sevilli – Álvaro Negredo oraz Stevan Jovetic.
Etapem przygotowującym do nowego sezonu był turniej „Premier League Asia Trophy”, w którym oprócz Manchesteru City, wystąpił Tottenham, Sunderland oraz South China. 24 lipca „The Citizens” rozegrali pierwszy mecz właśnie przeciwko chińskiemu zespołowi. Spotkanie zakończyło się wygraną Obywateli 1:0. 27 lipca Manchester City zmierzył się w finale turnieju z Sunderlandem, pokonując „Czarne Koty” 1:0.
Następnym krokiem przygotowującym do rozgrywek Premier League był niemiecki turniej „Audi Cup”, gdzie oprócz zawodników Obywateli brały udział takie kluby jak: Bayern Monachium, A.C. Milan czy São Paulo. 31 lipca odbył się pierwszy półfinał turnieju, w którym Manchester City zmierzył się z A.C. Milanem. Podopieczni trenera Manuela Pellegriniego pokonali zespół prowadzony przez Włocha Massimiliano Allegriego 5:3. Dzień później na Allianz Arenie odbył się finał turnieju, w którym wystąpili zawodnicy „The Citizens” oraz piłkarze Bayernu Monachium. Mecz zakończył się porażką Obywateli 1:2, mimo że do 61 minuty utrzymywał się wynik 1:0, po golu Álvaro Negredo. Ostatecznie Manchester City zakończył turniej na drugim miejscu. 10 sierpnia odbył się ostatni sprawdzian przed pierwszą kolejką angielskiej Premier League. Obywatele rozegrali towarzyski mecz z Arsenalem, w którym ulegli 1:3. 1 września tuż przed zamknięciem okna transferowego Manchester City pozyskał za 5 mln euro Argentyńskiego obrońcę Martína Demichelisa. W Lidze Mistrzów Manchester został ulokowany w grupie „D”, gdzie znajdowały się takie zespoły jak: Bayern Monachium, CSKA Moskwa i Viktoria Pilzno. „The Citizens” wygraną 3:2 z Bayernem Monachium zakończyli eliminacje fazy grupowej na drugim miejscu i tym samym po raz pierwszy w historii klubu awansowali do 1/8 finału Champions League. Tam ulegli w dwumeczu 1:4 Barcelonie.
2 marca 2014 Manchester City wygrał Capital One Cup pokonując w finale na Wembley 3:1 Sunderland. Tym samym Obywatele zdobyli swoje pierwsze trofeum pod wodzą Manuela Pellegriniego. 11 maja 2014 roku piłkarze „The Citizens” zdobyli czwarte w historii mistrzostwo Anglii, pokonując w ostatniej kolejce sezonu 2:0 West Ham United. Obywatele zdobyli 86 punktów i strzelili 102 bramki. W maju 2014 UEFA ukarała City z powodu naruszenia zasad Finansowego Fair Play; dodatkowo klub został zmuszony do zapłacenia 60 mln euro oraz ograniczenia liczby zawodników z 25 do 21, występujących w Lidze Mistrzów przez kolejne dwa sezony.
W czerwcu 2014 klub pozyskał dwóch nowych zawodników. Do zespołu dołączył pozyskany na zasadzie wolnego transferu Bacary Sagna oraz kupiony za 12 milionów funtów brazylijski pomocnik Fernando. Kilka tygodni później nowym piłkarzem klubu został Willy Caballero. Wraz z początkiem sierpnia ogłoszono, że na półroczne wypożyczenie przyjdzie Frank Lampard, gdyż jego nowy klub New York City występy w MLS zaczynało dopiero od lutego. Kilka dni później
„Obywatele” zakontraktowali Eliaquima Mangale. Francuski stoper kosztował „The Citizens” 50,5 mln euro (30,5 miliona otrzymał klub zawodnika, zaś pozostałe 20 City przelało na konta prywatnych udziałowców). Manuel Pellegrini o Mangale zabiegał już w tamtym roku, lecz FC Porto nie zgodziło się na transfer piłkarza. Przed rozpoczęciem sezonu decyzją trenera sprzedani zostali Javi García i Jack Rodwell, a na zasadzie wolnego transferu zespół opuścili Costel Pantilimon, Joleon Lescott oraz Gareth Barry.
W styczniu 2015 z powodu kontuzji kluczowych napastników Manuel Pellegrini zmuszony był do zakupu snajpera. Wybór Chilijczyka padł na Wilfrieda Bony’ego, Iworyjczyk podpisał 4,5-letni kontrakt, a kwota całej transakcji zamknęła się w granicach 25 milionów funtów. Ostatecznie Manchester City zakończył sezon na drugim miejscu z ośmiopunktową stratą do lidera Chelsea.
Po słabym sezonie wiele mówiło się o zwolnieniu dotychczasowego menedżera Manuela Pellegriniego, jednak ostatecznie zarząd pozostawił Chilijczyka na stanowisku. Pierwszym poważnym wzmocnieniem „The Citizens” był sprowadzony z Liverpoolu 20-letni skrzydłowy Raheem Sterling, który kosztował 62 mln euro.
Manchester City zajął po raz pierwszy w historii pierwsze miejsce w grupie Champions League wyprzedzając włoski Juventus w sezonie 2015/16.
W fazie pucharowej City pokonało Dynamo Kijów (3:1) oraz Paris Saint-Germain F.C. (3:2). W półfinale ulegli jednak w dwumeczu z Realem Madryt remisując na Eithad Stadium 0:0 i przegrywając na Estadio Santiago Bernabéu 0:1.
W Premier League „Obywatele” zajęli czwarte miejsce, za Leicester, Arsenalem i Tottenhamem.

### Okres Pepa Guardioli
1 lutego 2016 Manchester City poinformował, że nowym trenerem będzie Pep Guardiola, który podpisał trzyletni kontrakt.

#### Sezon 2016/2017
Po przejęciu sterów przez hiszpańskiego trenera dokonano wiele transferów. Sprowadzono Claudio Bravo z FC Barcelony, Johna Stones’a z Evertonu, İlkaya Gündoğana z Borussii Dortmund, Leroya Sané z FC Schalke 04, Nolito z Celty Vigo i Oleksandra Zinczenko, którego później wypożyczono do PSV Eindhoven. Wypożyczono także Joe Harta, Eliaquima Mangale, Samira Nasriego oraz Wilfrieda Bony’ego.

1 stycznia do ekipy Manchesteru City dołączył Brazylijczyk Gabriel Jesus.

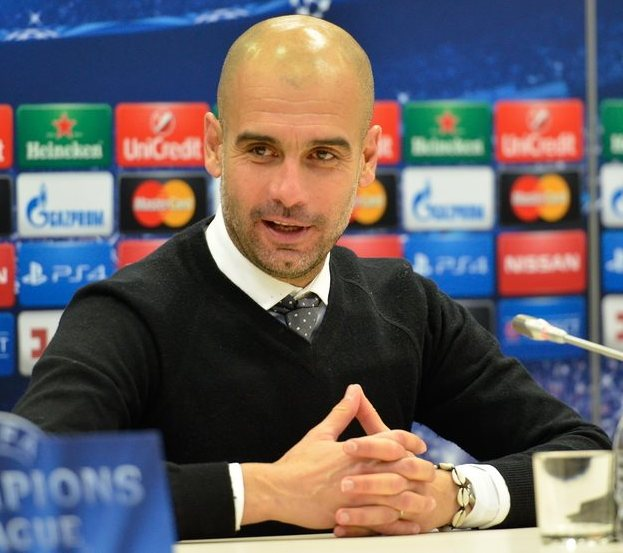
Pep Guardiola – obecny trener The Citizens

W Lidze Mistrzów wylosowano City w grupie z FC Barceloną, Borussią Mönchengladbach i Celtic F.C.
Fazę grupową City zakończyło na drugim miejscu, za FC Barceloną. W 1/8 finału od zespołu Guardioli lepsi okazali się gracze AS Monaco (pierwszy mecz wygrany 5:3, lecz w Monako porażka 1:3).
„Obywatele” przegrali także potyczkę w półfinale Pucharu Anglii lepszy okazał się Arsenal F.C.
Ostatecznie City zakończyło sezon na 3. miejscu w Premier League, z 15 punktami straty do pierwszej Chelsea F.C. i 8 punktami do drugiego Tottenhamu.

#### Sezon 2017/2018
W letnim okienku City pozyskało Bernardo Silvę oraz Benjamina Mendy z AS Monaco, Edersona Moraesa z SL Benfica Lisbony, Kyle Walkera z Tottenhamu i Douglasa Luiza.
Po wygaśnięciu kontraktów Manchester City opuścili Jesús Navas, Bacary Sagna, Willy Caballero, który przeszedł do Chelsea, Gaël Clichy, który przeszedł do Medipolu Basaksehir i Pablo Zabaleta do West Hamu. W International Champions Cup Obywatele mierzyli się z Manchesterem United (porażka 0:2), Realem Madryt (zwycięstwo 4:1) i Tottenhamem (zwycięstwo 3:0).
12 sierpnia City rozegrało pierwszy mecz Premier League, w którym wygrali 2:0 z ekipą Brighton. W następnej kolejce przyszło im mierzyć się z Evertonem u siebie. Ten mecz zakończył się remisem 1:1. Następnie przez 18 kolejek ekipa Guardioli zwyciężała każdy mecz w lidze. Znakomitą passę przerwał mecz z Crystal Palace F.C., gdzie padł bezbramkowy remis. Tak rewelacyjna forma w lidze pozwoliła City po 22 kolejkach mieć przewagę 15 punktów nad drugim United.
W Lidze Mistrzów w grupie z Szachtarem Donieck, SSC Napoli i Feyenoordem zajęli pierwsze miejsce z pięcioma zwycięstwami i jedną porażką.
W zimowym okienku transferowym City aktywowało klauzulę Aymerica Laporte, który stał się najdroższym zawodnikiem The Citizens w historii. Klub z Manchesteru zapłacił za francuskiego stopera 65 mln euro. W ostatnim dniu okienka transferowego do Evertonu wypożyczono Eliaquima Mangale.
25 lutego gracze The Citizens wygrali w finale Pucharu Ligi Angielskiej pokonując na Wembley Arsenal 3:0 po bramkach Sergio Agüero, Vincenta Kompany’ego oraz Davida Silvy.
Faza pucharowa Ligi Mistrzów dla Obywateli rozpoczęła się starciem z FC Basel. Drużyna City pokonała zespół ze Szwajcarii 5:2 w dwumeczu i awansowała do ćwierćfinału, gdzie przyszło im się zmierzyć z Liverpoolem. Pierwszy mecz na Anfield wygrali gospodarze aż 3:0. Ekipa Guardiolii nie zdołała odrobić strat i na Etihad Stadium drużyna The Reds wygrała 1:2.
15 kwietnia 2018 po przegranym meczu Manchesteru United 0:1 z West Bromwich Albion Manchester City oficjalnie zdobył mistrzostwo Premier League. Ostatecznie sezon zakończyli zdobywając 100 punktów ze 32 zwycięstwami, 4 remisami i 2 przegranymi. 2 dni po zwycięstwie kontrakt z City przedłużył Ederson, a następnie trener Pep Guardiola.

#### Sezon 2018/2019
Klub po wygaśnięciu kontraktu opuścił Yaya Touré. Pierwszym wzmocnieniem The Citizens został algierski skrzydłowy Riyad Mahrez. Z wypożyczeń wrócili Douglas Luiz, Joe Hart, Aleix García i Jason Denayer, którego później wykupił Olympique Lyon. Sprzedano Angusa Gunna oraz Pablo Maffeo.
5 sierpnia w meczu o Tarcze Wspólnoty Manchester City pokonał Chelsea F.C. 2:0 po dwóch bramkach Sergio Agüero.
W Lidze Mistrzów Manchester City wygrał swoją grupę z Olympique Lyon, Szachtarem Donieck i TSG 1899 Hoffenheim. W 1/8 finału Ligi Mistrzów Manchester City mierzył się z FC Schalke 04; pierwszy mecz zakończył się wyjazdowym zwycięstwem ekipy Guardioli 2:3. Mecz u siebie City wygrało 7:0. W ćwierćfinale ulegli drużynie Tottenhamu (przegrana 0:1 na wyjeździe i zwycięstwo 4:3 u siebie).
W finale Pucharu Ligi Angielskiej po remisie 0:0 i po rzutach karnych Manchester City wygrał z Chelsea.
Manchester City zdobył mistrzostwo Anglii po raz 6. w historii wyprzedzając Liverpool o punkt. W tym sezonie Premier League Obywatele przegrali 4 spotkania zremisowali dwukrotnie i 32 razy zwyciężyli.
18 maja Manchester City wygrał w finale Pucharu Anglii pokonując Watford aż 6:0, stając się pierwszym zespołem w Anglii, który wygrał wszystkie krajowe trofea w jednym sezonie. Dzień po wygranej Vincent Kompany ogłosił, że odchodzi z Manchesteru City, kapitan The Citizens spędził na Etihad 11 lat, występując w 360 spotkaniach strzelając 20 goli i 11 razy asystując.

#### Sezon 2019/2020
Pierwszym ruchem City w letnim oknie transferowym było sprowadzenie pomocnika Atletico Madryt Rodriego, aktywując klauzulę wykupu The Citizens zapłacili za Hiszpana 70 milionów euro. Do klubu dołączył również sprzedany rok wcześniej do PSV Eindhoven hiszpański obrońca Angeliño. 7 sierpnia Manchester City potwierdził kupno João Cancelo z Juventusu, natomiast do włoskiego klubu odszedł Danilo. Zostali sprzedani także Douglas Luiz, Fabian Delph i Manu García. Po wygaśnięciu kontraktu zespół opuścił Eliaquim Mangala, ale przede wszystkim kapitan The Citizens Vincent Kompany.
The Citizens pokonali Liverpool F.C. w meczu o Tarczę Wspólnoty po rzutach karnych 5:4 (w regulaminowym czasie gry padł wynik 1:1).
W Champions League zajęli 1. miejsce w grupie tracąc punkty tylko dwa razy w meczach z Atalantą (1:1) i Szachtarem (1:1). W 1/8 finału Ligi Mistrzów Manchester City wyeliminował Real Madryt. W ćwierćfinale drużyna z Manchesteru uległa ekipie Olympique’u Lyon 1:3.
W Pucharze Ligi Angielskiej w finale City pokonało Aston Villę 2:1 zdobywając ten puchar trzeci raz z rzędu.
W rozgrywkach FA Cup The Citizens dotarli do półfinału w którym lepszy okazał się Arsenal, który wygrał 2:0.
W lidze Manchester zajął drugie miejsce w lidze gromadząc 81 punktów ze stratą 18 punktów do zwycięskiego Liverpoolu.

#### Sezon 2020/2021
Pierwszym transferem w letnim okienku było pozyskanie Ferrana Torresa z Valencii. 5 sierpnia ogłoszono, że Nathan Aké dołączy do zespołu The Citizens. Oprócz Holendra, formację obronna wzmocnił jeszcze Rúben Dias z Benfiki Lizbona. W odwrotnym kierunku powędrował natomiast Nicolas Otamendi. Wcześniej zespół opuścił Leroy Sané, którego pozyskał Bayern Monachium.
W sezonie 2020/21 Manchester City pierwszy raz w swojej historii zagrał w finale Ligi Mistrzów. Mecz przegrał, ulegając Londyńskiej Chelsea 1:0.

#### Sezon 2021/22
W decydującym meczu sezonu, Obywatele podejmowali piłkarzy Aston Villi. Po 69 minutach piłkarze Manchesteru City przegrywali 0:2, oddalając się od 8. mistrzostwa Anglii. Losy spotkania odwrócił vice-kapitan, Gündoğan, który strzelił 2 gole po wejściu na boisko. Jego zmiana zagwarantowała gospodarzom zwycięstwo 3:2, a w rezultacie zdobycie Mistrzostwa Anglii.

#### Sezon 2022/23
10 czerwca 2023 Obywatele wygrali finał Ligi Mistrzów UEFA pokonując Inter Mediolan 1:0 po golu Rodriego. Tym samym Manchester City zdobył potrójną koronę, która była pierwszą w Anglii od czasu Manchesteru United z sezonu 1998/1999. Najlepszy strzelcem zespołu został Erling Haaland, który w 53 meczach zdobył 52 gole (zdobywając przy tym koronę króla strzelców Premier League i Ligi Mistrzów).

## Symbole klubowe

### Barwy
Barwy Citizens to błękit i biel. Tradycyjne stroje wyjazdowe były albo kasztanowe, albo (od lat 60.) czerwono-czarne, w ostatnich latach jednak w użyciu są także inne kolory. W sezonie 2004/2005 zespół nosił białe koszulki, fioletowe spodenki i białe getry, zaś w następnym stroje wyjazdowe były już w całości granatowe. Natomiast w sezonie 2006/2007 stroje były czarne z szarym paskiem. W starciach na wyjeździe z zespołami z Premiership, których stroje podstawowe były ciemnoniebieskie, City najczęściej występowało w trzecim komplecie, na który składały się żółta koszulka oraz czarne spodenki i getry. W jednym z programów meczowych próbowano usprawiedliwiać ten wybór, tłumacząc, że żółty kolor nawiązuje do barw strojów z lat 50. i 60. W rzeczywistości jednak kolor ten był bursztynowy z kasztanowym paskiem i używano go bardzo rzadko.
Od sezonu 2007/2008 białe paski pojawiły się zarówno na koszulkach wyjazdowych (fioletowe z białymi paskami), jak i domowych (błękitne z białymi paskami). Do dyspozycji zespół ma też trzeci zestaw – białe koszulki z poprzecznym błękitnym paskiem, błękitne spodenki i białe getry.
Nie jest jasne dlaczego klub gra w takim zestawie kolorów, są jednak dowody, że błękit jest kolorem Manchesteru co najmniej od 1892 roku. Według jednej z plotek przywiązanie do tego koloru jest łączone z ruchem wolnomularskim. Według broszury zatytułowanej Famous Football Clubs – Manchester City, opublikowanej w 1940 roku zespół pierwotnie, jeszcze jako West Gorton (St. Marks) nosił szkarłat i czerń. Według relacji datowanych na rok 1884 zawodnicy nosili czarne koszulki z białym krzyżem, podkreślające chrześcijańskie korzenie klubu. Pomysł na czerwono-czarne stroje wyjazdowe wyszedł od ówczesnego asystenta menedżera Malcolma Allisona, który twierdził, że użycie barw A.C. Milan natchnie zespół do zwycięstw.

### Herb
Obecny herb został ustanowiony jako oficjalny w 1997 roku, ponieważ wcześniejszy emblemat nie mógł zostać zarejestrowany jako znak towarowy. Jest on wzorowany na herbie miasta Manchester i składa się z tarczy na tle złotego orła. Na tarczy widnieje statek, reprezentujący Kanał Manchesterski oraz, w dolnej części, trzy ukośne linie, symbolizujące trzy rzeki, które płyną przez miasto. Na dole herbu widnieje dewiza z łacińską sentencją Superbia in Praelia („dumni w walce”). Nad orłem znajdują się trzy gwiazdy, będące motywem czysto dekoracyjnym.
W przeszłości City miało dwa inne herby. Pierwszy, zaprezentowany w 1970 roku, bazował na wzorze używanym w oficjalnych korespondencjach klubu od późnych lat 60. Herb ten był okrągły, na obwodzie znajdowała się nazwa klubu, w środku zaś tarcza, identyczna z tą używaną współcześnie. Emblemat ten został zastąpiony w roku 1972 w wersję, w której górną część tarczy zastąpiono czerwoną różą z Lancashire. W wypadku występów w finałach ważnych imprez klub nie używa oficjalnego loga zespołu, zastępując je herbem miasta, co ma podkreślić dumę z reprezentowania Manchesteru. Ta tradycja pochodzi z czasów, gdy na koszulkach nie było herbu, jednak przetrwała do czasów współczesnych.

## Stadion
Obecnym stadionem zespołu jest Etihad Stadium, nowoczesny 48-tysięcznik, usytuowany we wschodnim Manchesterze. Jest on własnością miasta, na stałe wynajmowaną przez City. Zespół przeniósł się na ten obiekt po zakończeniu sezonu 2002/2003, opuszczając Maine Road. Wcześniej stadion nazywał się City of Manchester Stadium, jednak w lipcu 2011 nazwa stadionu została sprzedana sponsorowi Obywateli, emirackim liniom lotniczym Etihad Airways.
Przed przeprowadzką City zainwestowało w obiekt około 35 milionów funtów, dzięki czemu obniżono płytę boiska pod poziom gruntu, dodano nowy rząd siedzeń oraz wybudowano trybunę północną. Meczem inauguracyjnym było spotkanie z FC Barceloną, zakończone zwycięstwem 2:1. Pierwszym strzelcem gola na nowym obiekcie był Nicolas Anelka.
W przeszłości Manchester City występował na wielu innych boiskach. W latach 1880–1887, po występach na pięciu różnych obiektach klub w końcu osiadł na Hyde Road, gdzie grał przez 36 lat. Po pożarze, który zniszczył główną trybunę w roku 1920 zaczęto rozglądać się za nowym stadionem. W 1923 klub przeniósł się na Maine Road, nazywanym przez projektantów „Wembley Północy”. Stadion ten mógł pomieścić 84 tysięcy ludzi i był świadkiem najwyższej frekwencji w historii meczów drużyn klubowych w Anglii, kiedy to 84 569 kibiców oglądało zwycięstwo ze Stoke City w ramach Pucharu Anglii. Maine Road było kilkukrotnie rozbudowywane w ciągu 80 lat, jednak w 1995 jego pojemność została ograniczona do 32 tysięcy co zmusiło zespół do przeprowadzki na City of Manchester Stadium. Pojemność nowego stadionu to 47 726 co plasuje obiekt na piątym miejscu w Premier League.

Panorama Etihad Stadium

## Kibice
Manchester City posiada wielu oddanych fanów. Od czasu przeprowadzki na City of Manchester Stadium, średnia frekwencja na meczach plasowała się w pierwszej szóstce w kraju. W sezonie 2006/2007 średnia nieznacznie spadła, na każdy mecz przychodziło około 40 tysięcy kibiców. Nawet w późnych latach 90., kiedy to klub dwukrotnie w ciągu trzech lat relegowano do niższej klasy rozgrywkowej, udało się osiągnąć średnią na poziomie 30 tysięcy kibiców. Warto zauważyć, że w League One (wówczas Divison One) średnia wynosiła niecałe 8 tysięcy. Badanie zlecone przez zespół wykazały, że klub może poszczycić się bazą fanów wynoszącą 886 tysięcy osób w Wielkiej Brytanii oraz ponad 2 milionami osób na całym świecie.
Manchester City posiada wiele fan clubów, z czego trzy są oficjalne: Official Supporters Club, Centenary Supporters Association oraz International Supporters Club. Publikowanych jest kilka fanowskich magazynów, takich jak najstarszy – King of the Kippax, czy też City till I Cry.
Znani kibice City to na przykład bracia Liam i Noel Gallagher z pochodzącego z Manchesteru zespołu rockowego Oasis. 27 i 28 kwietnia 1996 roku zespół zagrał na Main Road koncert, zapis którego ukazał się na wideo ...There And Then później tego samego roku.
Hymnem fanów jest „Blue Moon”, który pomimo melancholijnego nastroju jest skomponowany z zapałem godnym heroicznego hymnu. Kibice City uważają, że nieprzewidywalność jest wrodzoną cechą zespołu. Zgodnie z tą zasadą wszelkie niespodziewane rezultaty i osiągnięcia są określane jako „typowe dla City”. Jako przykłady podawane są takie wydarzenia, jak na przykład bycie pierwszymi obrońcami tytułu relegowanymi do niższej ligi (w 1938) czy zdobycie i stracenie ponad 100 bramek w jednym sezonie (1957/1958) jako pierwszy zespół w historii. City to także jedyny zespół, który pokonał Chelsea w sezonie 2004/2005. Dalej w tym samym sezonie Oldham Athletic, zespół grający dwie klasy rozrywkowe niżej wyeliminował Manchester z Pucharu Anglii, co także określono jako „typowe dla City”.
Największym rywalem City jest derbowy rywal, Manchester United. Mecze pomiędzy tymi zespołami nazywane są Derbami Manchesteru. W odróżnieniu od innych wielkich rywali z tych samych miast, jak to ma miejsce w Glasgow czy Sewilli, rywalizacja między City a United nie bierze się z różnic religijnych. Przed II wojną światową, kiedy wyjazdy na mecze wyjazdowe były rzadkością, wielu kibiców uczęszczało na mecze obydwu drużyn. Praktyka ta trwała w latach 60., lecz później, gdy koszty transportu malały, a bilety drożały, kibicowanie dwóm zespołom stało się rzadkością.
Według popularnego stereotypu kibic City pochodzi z samego miasta, kiedy to zwolennik United wywodzi się z jego okolic. w 2002 roku badania przeprowadzone przez Manchester Metropolitan University wykazały, że City ma proporcjonalnie więcej kibiców mieszkających w mieście niż rywal. City ma także zdecydowanie więcej fanów w południowych i wschodnich częściach miasta, podczas gdy fani United wywodzą się głównie z części północnej i zachodniej.
W późnych latach 80. fani zaczęli przynosić na mecze różne nadmuchiwane przedmioty, przede wszystkim wielkie banany. Początków tego zjawiska można upatrywać się w meczu przeciwko West Bromwich Albion, kiedy to fani nawołujący do wprowadzenia na boisko Imre Varadiego przekręcili jego nazwisko na „Imre Banana”. Trybuny zapełnione fanami wymachującymi nadmuchiwanymi zabawkami stały się częstym widokiem w sezonie 1988/1989, kiedy to moda przeniosła się na inne zespoły (dmuchaną rybę upodobali sobie fani Grimsby Town). Fenomen ten osiągnął punkt kulminacyjny podczas meczu przeciwko Stoke City 26 grudnia 1988, zapowiadany w fanowskich magazynach jako bal przebierańców. Tradycja odrodziła się w sezonie 2006/2007, kiedy to występy City w Pucharze Anglii przyciągały na trybuny tysiące kibiców z żółtymi i niebieskimi dmuchanymi balonami w dłoniach.
W sierpniu 2006 roku klub został pierwszą drużyną w Premier League, która wprowadziła politykę „gay-friendly”, dotyczącą zarówno piłkarzy, jak i kibiców.
Oficjalnymi maskotkami zespołu są kosmici „Moonchester” i „Moonbeam”, ich imiona stworzono na podstawie tytułu hymnu kibiców – piosenki „Blue Moon”.
Kibice Manchesteru City zostali przez BFFA (British Football Fans Association) uznani najlojalniejszymi kibicami w Premier League, zaraz za nimi znaleźli się sympatycy Liverpoolu i Portsmouth.

## Sponsorzy
| Lata      | Sponsor odzieżowy | Sponsor na koszulce  |
| --------- | ----------------- | -------------------- |
| 1974-1982 | Umbro             | –                    |
| 1982–1984 | Umbro             | SAAB                 |
| 1984–1987 | Umbro             | Philips              |
| 1987–1997 | Umbro             | Brother Industries   |
| 1997–1999 | Kappa             | Brother Industries   |
| 1999–2002 | Le Coq Sportif    | Eidos                |
| 2002−2003 | Le Coq Sportif    | First Advice         |
| 2003–2004 | Reebok            | First Advice         |
| 2004–2007 | Reebok            | Thomas Cook Airlines |
| 2007–2009 | Le Coq Sportif    | Thomas Cook Airlines |
| 2009−2013 | Umbro             | Etihad Airways       |
| 2013-2019 | Nike              | Etihad Airways       |
| 2019      | Puma              | Etihad Airways       |

Obecnie głównym sponsorem są linie lotnicze Etihad Airways, której logo widnieje na koszulkach graczy The Citizens od 2009 roku. Innymi oficjalnymi sponsorami Manchesteru City są firma odzieżowa Puma, japoński producent samochodów Nissan, producent opon Nexen Tire, grupa telekomunikacyjna Ettisalat, firma bukmacherska Marathonbet, a także SAP.

## Własność
Spółką nadrzędną dla Manchester City F.C. jest prywatna spółka kapitałowa Manchester City Limited. Klub wyemitował około 54 miliony akcji. Latem 2007 roku główni udziałowcy zgodzili się odsprzedać swoje udziały spółce UK Sports Investments Limited (UKSIL), kontrolowanej przez byłego premiera Tajlandii Thaksina Shinawatrę. Po przejęciu UKSIL złożył ofertę wykupu akcji od pozostałych, mniejszych udziałowców.
Przed przejęciem, klub był notowany od 1995 roku na niezależnej giełdzie papierów wartościowych PLUS (dawne OFEX). 6 lipca 2007, po przejęciu ponad 75% akcji Thaksin wycofał klub z PLUSa i zarejestrował jako prywatną firmę. Do sierpnia UKSIL przejął ponad 90% akcji i użył prawa do „wyciśnięcia” pozostałych 10%. Thaksin Shinawatra jest prezesem klubu, podczas gdy Garry Cook obecnie jest jego zastępcą. Przed Cookiem urząd ten piastował John Wardle, jednak w lipcu 2008 zrezygnował z pełnienia tej funkcji. Dwójka dzieci Shinawatry: Pintongta i Panthongtae zasiada w zarządzie.
Zaraz po przejęciu klubu Tajlandczyk rozpoczął działania na rynku transferowym, wydając ponad 30 milionów funtów, kiedy to w poprzednich kilku sezonach wydatki transferowe City były jednymi z najniższych w lidze. Shinawatra zawiązał także związki partnerskie z klubami z Chin (Shanghai Shenhua), RPA (Thanda Royahaksinl Zulu), Rosji (FK Moskwa), Szwajcarii (Grasshoppers), Tajlandii (Chonburi) i Australii (Perth Glory).
1 września 2008 roku, grupa Abu Dhabi United Group Investment and Development Limited przejęła Manchester City (większościowym udziałowcem został szejk Mansur ibn Zajid). Transakcja o wartości 200 milionów funtów, została potwierdzona 1 września w godzinach porannych. W czasie napiętego ostatniego dnia okna transferowego City złożyło wartą 30 milionów funtów ofertę za Dymitara Berbatowa, który jednak zdecydował się przejść do Manchesteru United. Na minuty przed zamknięciem letniego okna transferowego na City of Manchester Stadium trafił za 32,5 miliona funtów Robinho, który stał się najdroższym transferem w historii brytyjskiego futbolu. Władze City złożyły też ofertę za Ruuda van Nistelrooya, która jednak została odrzucona.
Prezes Manchesteru City Chaldun al-Mubarak jest właścicielem City Football Group, która posiada 80% udziałów w dwóch klubach piłkarskich: australijskim Melbourne City oraz amerykańskim New York City. Ponadto spółka posiada mniejszość udziałów w japońskim klubie Yokohama Marinos.

## Obecny skład
Stan na 11 czerwca 2025.
| Nr | Poz. | Piłkarz           |
| -- | ---- | ----------------- |
| 3  | OB   | Rúben Dias        |
| 4  | PO   | Tijjani Reijnders |
| 5  | OB   | John Stones       |
| 6  | OB   | Nathan Aké        |
| 7  | NA   | Omar Marmoush     |
| 8  | PO   | Mateo Kovačić     |
| 9  | NA   | Erling Haaland    |
|    |      |                   |
| 11 | PO   | Jérémy Doku       |
| 13 | BR   | Marcus Bettinelli |
| 14 | PO   | Nico González     |
| 16 | PO   | Rodri (kapitan)   |
| 18 | BR   | Stefan Ortega     |
| 19 | PO   | İlkay Gündoğan    |
| 20 | PO   | Bernardo Silva    |

| Nr | Poz. | Piłkarz           |
| -- | ---- | ----------------- |
| 21 | OB   | Rayan Aït-Nouri   |
| 22 | OB   | Vitor Reis        |
| 24 | OB   | Joško Gvardiol    |
| 25 | OB   | Manuel Akanji     |
| 26 | PO   | Savinho           |
| 27 | PO   | Matheus Nunes     |
| 29 | PO   | Rayan Cherki      |
| 30 | PO   | Claudio Echeverri |
| 31 | BR   | Ederson           |
| 45 | OB   | Abduqodir Xusanov |
| 47 | PO   | Phil Foden        |
| 52 | PO   | Oscar Bobb        |
| 82 | OB   | Rico Lewis        |
| 87 | PO   | James McAtee      |

### Piłkarze na wypożyczeniu
| Nr | Poz. | Piłkarz                                                    |
| -- | ---- | ---------------------------------------------------------- |
| –  | BR   | True Grant (w Buxton F.C. do 30 czerwca 2025)              |
| –  | OB   | Issa Kaboré (w Werder Brema do 30 czerwca 2025)            |
| –  | OB   | Yan Couto (w Borussia Dortmund do 30 czerwca 2025)         |
| –  | OB   | Finley Burns (w Hull City A.F.C. do 30 czerwca 2025)       |
| –  | OB   | Luke Mbete (w Northampton Town F.C. do 30 czerwca 2025)    |
| –  | OB   | Kyle Walker (w A.C. Milan do 30 czerwca 2025)              |
| –  | OB   | Josh Wilson-Esbrand (w Stoke City F.C. do 30 czerwca 2025) |

| Nr | Poz. | Piłkarz                                                          |
| -- | ---- | ---------------------------------------------------------------- |
| –  | OB   | Juma Bah (w RC Lens do 30 czerwca 2025)                          |
| –  | PO   | Máximo Perrone (w Como 1907 do 30 czerwca 2025)                  |
| –  | PO   | Kalvin Phillips (w Ipswich Town F.C. do 30 czerwca 2025)         |
| –  | PO   | Jacob Wright (w Norwich City F.C. do 30 czerwca 2025)            |
| –  | PO   | Mahamadou Susoho (w Peterborough United F.C. do 30 czerwca 2025) |
| –  | NA   | Kayky (w Sparta Rotterdam do 30 czerwca 2025)                    |

### Zastrzeżone numery
| Nr | Poz. | Piłkarz                       |
| -- | ---- | ----------------------------- |
| 23 | PO   | Marc-Vivien Foé (pośmiertnie) |

Od roku 2003 w składzie Manchesteru City nie ma numeru 23. Jest on zastrzeżony aby uczcić pamięć Marca-Viviena Foé. Gracz ten został wypożyczony z Olympique Lyon do City i zmarł w czasie meczu reprezentacji Kamerunu w ramach Pucharu Konfederacji w 2003 roku.

## Sztab szkoleniowy
Stan na 24 grudnia 2021.
| Stanowisko                      | Imię i nazwisko      |
| ------------------------------- | -------------------- |
| Szkoleniowiec                   | Pep Guardiola        |
| Asystent szkoleniowca           | Juan Manuel Lillo    |
| Asystent szkoleniowca           | Rodolfo Borrell      |
| Asystent szkoleniowca           | Carlos Vicens        |
| Trener przygotowania fizycznego | Jose Cabello         |
| Trener przygotowania fizycznego | Lorenzo Buenaventura |
| Trener bramkarzy                | Xabier Mancisidor    |
| Trener bramkarzy                | Richard Wright       |
| Kierownik sportowy              | Mike Rigg            |

## Władze Klubu
Stan na 15 listopada 2013.
| Stanowisko              | Imię i nazwisko     |
| ----------------------- | ------------------- |
| Prezes klubu            | Chaldun al-Mubarak  |
| Członek zarządu         | Mohamed Al Mazrouei |
| Członek zarządu         | Simon Pearce        |
| Członek zarządu         | John Macbeath       |
| Członek zarządu         | Marty Edelman       |
| Członek zarządu         | Alberto Galassi     |
| Dyrektor naczelny       | Ferran Soriano      |
| Dyrektor sportowy       | Txiki Beguiristáin  |
| Dyrektor ds. handlowych | Tom Glick           |
| Dyrektor ds. akademii   | Brian Marwood       |

## Hala Sław
Lista ta przedstawia piłkarzy umieszczonych w Hali Sław Manchesteru City. Ułożona chronologicznie według debiutu w drużynie:
- -1920:  Billy Meredith (1894),  Tommy Johnson (1919).
- lata 20:  Sam Cowan (1924),  Eric Brook (1928),  Fred Tilson (1928)
- lata 30:  Frank Swift (1933),  Peter Doherty (1936).
- lata 40:  Roy Clarke (1946),  Bert Trautmann (1949).
- lata 50:  Ken Barnes (1950),  Roy Paul (1950),  Alan Oakes (1958).
- lata 60:  Mike Summerbee (1965),  Colin Bell (1966),  Tony Book (1966),  Francis Lee (1967),  Joe Corrigan (1967).
- lata 80:  Paul Lake (1987).
- lata 90:  Niall Quinn (1990).

## Lista trenerów

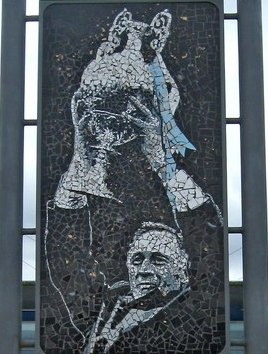
Joe Mercer – menedżer Manchesteru City w latach 1965–1971

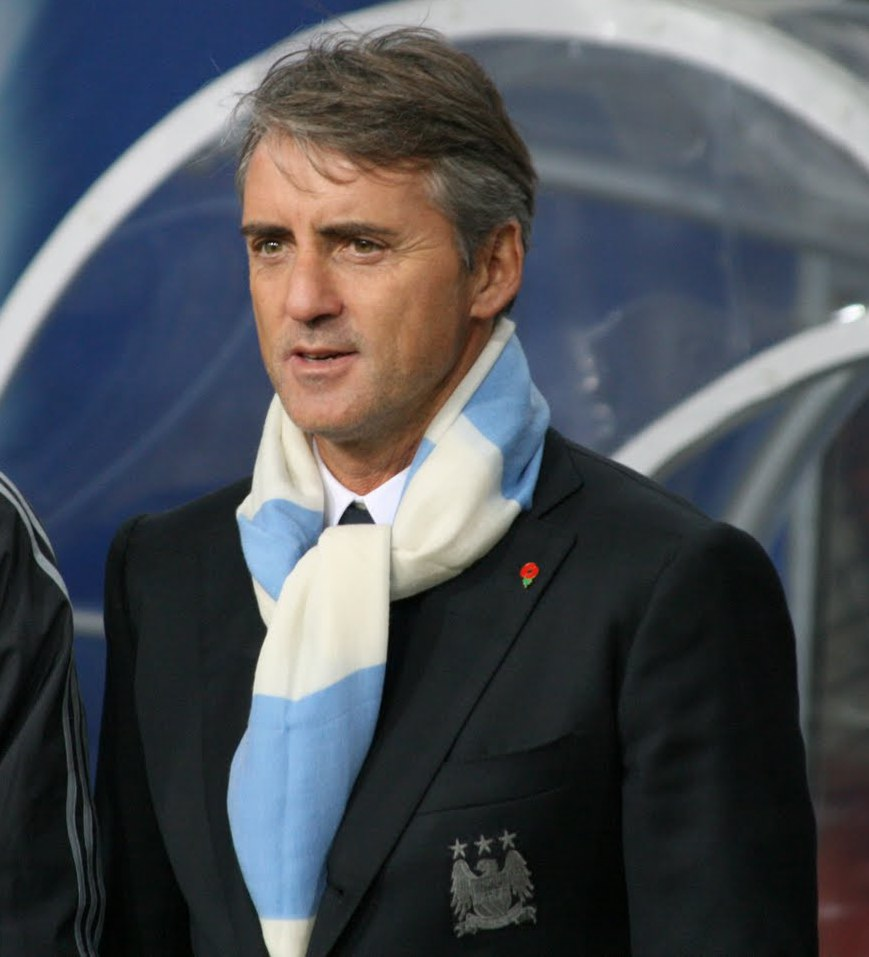
Roberto Mancini – menedżer Manchesteru City w latach 2009–2013

Pep Guardiola – menedżer Manchesteru City od 2016

Pełna lista trenerów klubu od założenia klubu.
| Imię i nazwisko          | Kraj    | Lata      |
| ------------------------ | ------- | --------- |
| Frederick Hopkinson      | Anglia  | 1880–1882 |
| Jack McGee               |         | 1882–1884 |
| Edward Kitchen           | Anglia  | 1884–1887 |
| Walter Chew              | Anglia  | 1887–1889 |
| Lawrence Furniss         | Anglia  | 1889–1993 |
| Joshua Parbly            | Anglia  | 1893–1895 |
| Sam Omerod               | Anglia  | 1895–1902 |
| Tom Maley                | Anglia  | 1902–1906 |
| Harry Noewbould          | Anglia  | 1906–1912 |
| Komitet                  |         | 1912      |
| Ernest Mangnall          | Anglia  | 1912–1924 |
| David Ashworth           | Anglia  | 1924–1925 |
| Albert Alexander/Komitet | Anglia  | 1925–1926 |
| Peter Hodge              | Szkocja | 1926–1932 |
| Wilf Wild                | Anglia  | 1932–1946 |
| Sam Cowan                | Anglia  | 1946–1947 |
| Wilf Wild                | Anglia  | 1947      |
| Jock Thomson             | Szkocja | 1947–1950 |
| Les McDowall             | Szkocja | 1950–1963 |
| George Poyser            | Anglia  | 1963–1965 |
| Komitet                  |         | 1965      |
| Joe Mercer               | Anglia  | 1965–1971 |
| Malcolm Allison          | Anglia  | 1971–1973 |
| Johnny Hart              | Anglia  | 1973      |
| Tony Book                | Anglia  | 1973      |
| Ron Saunders             | Anglia  | 1973–1974 |
| Tony Book                | Anglia  | 1974–1979 |

| Imię i nazwisko     | Kraj      | Lata      |
| ------------------- | --------- | --------- |
| Malcolm Allison     | Anglia    | 1979–1980 |
| Tony Book           | Anglia    | 1980      |
| John Bond           | Anglia    | 1980–1983 |
| John Benson         | Szkocja   | 1983      |
| Billy McNeill       | Szkocja   | 1983–1986 |
| Jimmy Frizzell      | Szkocja   | 1986–1987 |
| Mel Machin          | Anglia    | 1987–1989 |
| Tony Book           | Anglia    | 1989      |
| Howard Kendall      | Anglia    | 1989–1990 |
| Peter Reid          | Anglia    | 1990–1993 |
| Tony Book           | Anglia    | 1993      |
| Brian Horton        | Anglia    | 1993–1995 |
| Alan Ball           | Anglia    | 1995–1996 |
| Asa Hartford        | Szkocja   | 1996      |
| Steve Coppell       | Anglia    | 1996      |
| Phil Neal           | Anglia    | 1996      |
| Franck Clark        | Anglia    | 1996–1998 |
| Joe Royle           | Anglia    | 1998–2001 |
| Kevin Keegan        | Anglia    | 2001–2005 |
| Stuart Pearce       | Anglia    | 2005–2007 |
| Sven-Göran Eriksson | Szwecja   | 2007–2008 |
| Mark Hughes         | Walia     | 2008–2009 |
| Roberto Mancini     | Włochy    | 2009–2013 |
| Brian Kidd          | Anglia    | 2013      |
| Manuel Pellegrini   | Chile     | 2013-2016 |
| Pep Guardiola       | Hiszpania | 2016-     |

## Sukcesy

### Trofea międzynarodowe
| \| \| Zdobyte trofea w rozgrywkach międzynarodowych (stan na: 26-12-2023) \| |                                                                     |      |          |
| Rozgrywki                                                                    | Osiągnięcie                                                         | Razy | Sezon(y) |
| Klubowe MŚ                                                                   | zdobywca                                                            | 1    | 2023     |
| Klubowe MŚ                                                                   | finalista                                                           |      |          |
| · Liga Mistrzów · (Puchar Europy)                                            | zdobywca                                                            | 1    | 2023     |
| · Liga Mistrzów · (Puchar Europy)                                            | finalista                                                           | 1    | 2021     |
| · Puchar Zdobywców                                                           | zdobywca                                                            | 1    | 1970     |
| · Puchar Zdobywców                                                           | finalista                                                           |      |          |
| · Superpuchar UEFA                                                           | zdobywca                                                            | 1    | 2023     |
| · Superpuchar UEFA                                                           | finalista                                                           | –    |          |
| FIFA                                                                         | Zdobyte trofea w rozgrywkach międzynarodowych (stan na: 26-12-2023) |      |          |

### Krajowe
| \| \| Zdobyte trofea w rozgrywkach Anglii (stan na: 25-05-2024) \| |                                                           |      |                                                            |
| Rozgrywki                                                          | Osiągnięcie                                               | Razy | Sezon(y)                                                   |
| · Mistrzostwo                                                      | I miejsce                                                 | 10   | 1937, 1968, 2012, 2014, 2018, 2019, 2021, 2022, 2023, 2024 |
| · Mistrzostwo                                                      | II miejsce                                                | 6    | 1904, 1921, 1977, 2013, 2015, 2020                         |
| · Mistrzostwo                                                      | III miejsce                                               | 5    | 1905, 1908, 1930, 2011, 2017                               |
| · Puchar                                                           | zdobywca                                                  | 7    | 1904, 1934, 1956, 1969, 2011, 2019, 2023                   |
| · Puchar                                                           | finalista                                                 | 6    | 1926, 1933, 1955, 1981, 2013, 2024                         |
| · Superpuchar                                                      | zdobywca                                                  | 7    | 1937, 1968, 1972, 2012, 2018, 2019, 2024                   |
| · Superpuchar                                                      | finalista                                                 | 9    | 1934, 1956, 1969, 1973, 2011, 2014, 2021, 2022, 2023       |
| · Puchar Ligi                                                      | zdobywca                                                  | 8    | 1970, 1976, 2014, 2016, 2018, 2019, 2020, 2021             |
| · Puchar Ligi                                                      | finalista                                                 | 1    | 1974                                                       |
| · II liga                                                          | I miejsce                                                 | 7    | 1899, 1903, 1910, 1928, 1947, 1966, 2002                   |
| · II liga                                                          | II miejsce                                                | 4    | 1896, 1951, 1989, 2000                                     |
| · II liga                                                          | III miejsce                                               |      |                                                            |
| Anglia                                                             | Zdobyte trofea w rozgrywkach Anglii (stan na: 25-05-2024) |      |                                                            |

Inne trofea:
- Full Members Cup
  - Finalista (1): 1986
- Audi Cup
  - Finalista (1): 2013
- Puchar Joana Gampera
  - Zdobywca (1): 2009
  - Finalista (1): 1982
- Premier League Asia Trophy
  - Zdobywca (1): 2013
- Manchester Senior Cup
  - Zdobywca (9): 1901, 1903, 1907, 1911, 1928, 1929, 1932, 1933, 1949
- Lancashire Senior Cup
  - Zdobywca: (6): 1920-21, 1922-23, 1927-28, 1929-30, 1952-53, 1973-74

## Rekordy
- Najwyższe ligowe zwycięstwo – 11:3 vs. Lincoln City (23 marca 1895)
- Najwyższe pucharowe zwycięstwo – 12:0 vs Liverpool Stanley (4 października 1890)
- Najwyższa ligowa porażka – 1:9 vs Everton F.C. (3 września 1906)
- Najwyższa pucharowa porażka – 0:6 vs Preston North End (styczeń 1897)
- Największa frekwencja – 84 569 vs Stoke City (3 marca 1934)
- Najwięcej występów w lidze – 564, Alan Oakes (1958–1976)
- Najwięcej występów ogólnie – 672, Alan Oakes (1958–1976)
- Najwięcej goli ogólnie – 260, Sergio Agüero
- Najwięcej goli w jednym sezonie – 38, Tommy Johnson (1928–1929)
- Najwyższa suma transferu (wydana) – Jack Grealish, 100 milionów funtów, Aston Villa
- Najwyższa suma transferu (otrzymana) – Leroy Sané, 45 milionów funtów, Bayern Monachium (lipiec 2020)

### Najwięcej występów
| Lp. | Piłkarz        | Występy | Występy       | Występy     | Występy | Występy | Występy | Występy |
| Lp. | Piłkarz        | ligowe  | Puchar Anglii | Puchar Ligi | Europa  | FMC     | TW      | Łącznie |
| --- | -------------- | ------- | ------------- | ----------- | ------- | ------- | ------- | ------- |
| 1.  | Alan Oakes     | 561     | 41            | 46          | 17      | –       | 3       | 668     |
| 2.  | Joe Corrigan   | 476     | 37            | 52          | 27      | –       | 3       | 595     |
| 3.  | Mike Doyle     | 441     | 44            | 43          | 23      | –       | 4       | 555     |
| 4.  | Bert Trautmann | 508     | 33            | 4           | –       | –       | –       | 545     |
| 5.  | Colin Bell     | 393     | 33            | 4           | 23      | –       | 4       | 493     |
| 6.  | Eric Brook     | 450     | 41            | –           | –       | –       | 2       | 493     |
| 7.  | Tommy Booth    | 380     | 27            | 44          | 26      | –       | 3       | 480     |
| 8.  | Mike Summerbee | 355     | 34            | 36          | 16      | –       | 4       | 445     |
| 9.  | Paul Power     | 358     | 28            | 37          | 7       | 6       | –       | 436     |
| 10. | David Silva    | 309     | 34            | 19          | 68      | –       | 4       | 434     |

### Najwięcej goli

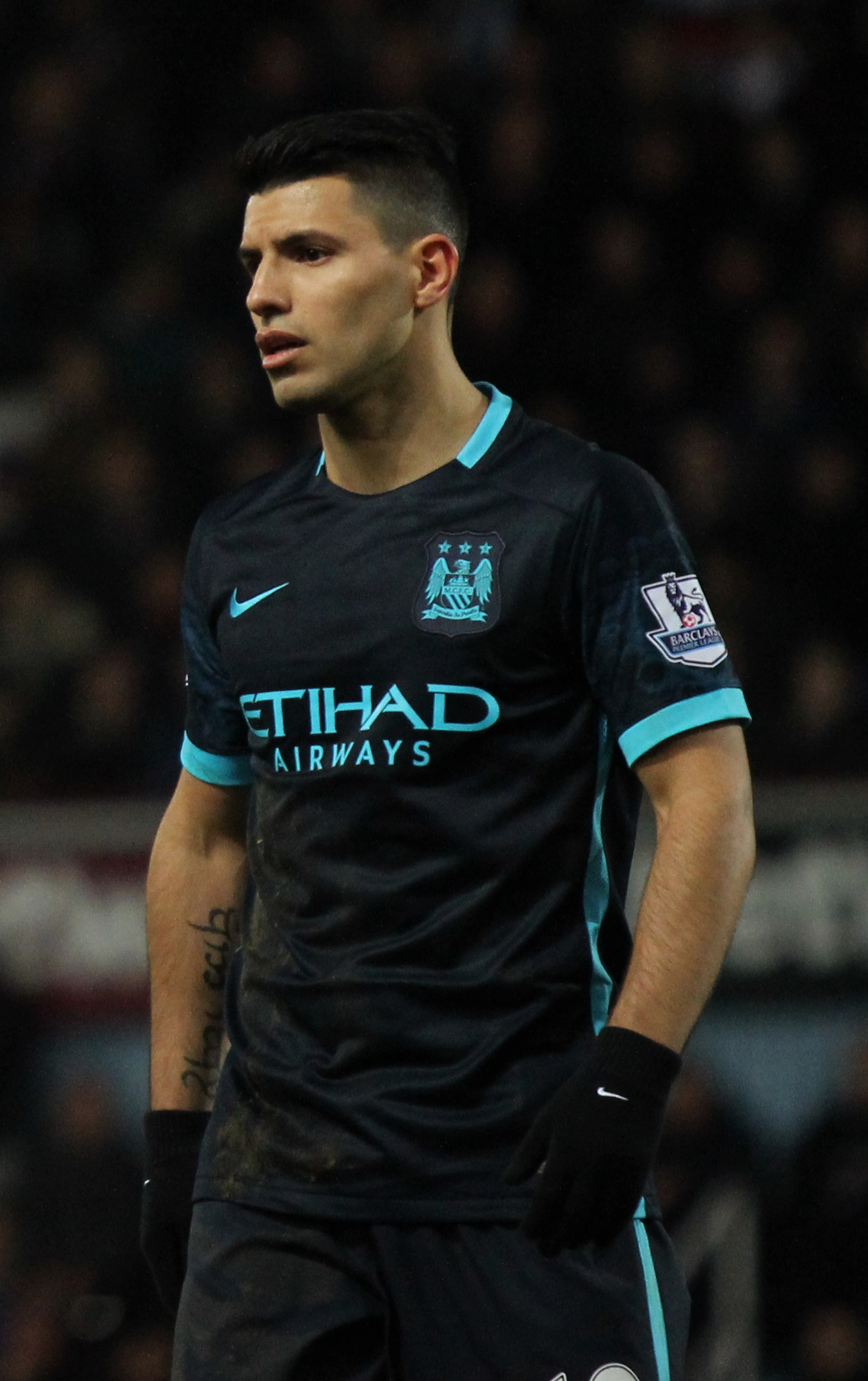
Sergio Agüero – najlepszy strzelec w historii Manchesteru City

| Lp. | Piłkarz         | Gole   | Gole          | Gole        | Gole   | Gole | Gole | Gole    |
| Lp. | Piłkarz         | ligowe | Puchar Anglii | Puchar Ligi | Europa | Inne | TW   | Łącznie |
| --- | --------------- | ------ | ------------- | ----------- | ------ | ---- | ---- | ------- |
| 1.  | Sergio Agüero   | 184    | 20            | 11          | 43     | –    | 2    | 260     |
| 2.  | Eric Brook      | 158    | 19            | –           | –      | –    | –    | 177     |
| 3.  | Tommy Johnson   | 158    | 8             | –           | –      | –    | –    | 166     |
| 4.  | Colin Bell      | 117    | 9             | 18          | 8      | –    | 1    | 153     |
| 5.  | Joe Hayes       | 142    | 9             | 1           | –      | –    | –    | 152     |
| 6.  | Billy Meredith  | 145    | 5             | –           | –      | 1    | –    | 151     |
| 7.  | Francis Lee     | 112    | 7             | 14          | 10     | –    | 3    | 146     |
| 8.  | Tommy Browell   | 122    | 17            | –           | –      | –    | –    | 139     |
| 9.  | Billy Gillespie | 126    | 6             | –           | –      | –    | –    | 132     |
| 10. | Fred Tilson     | 110    | 22            | –           | –      | –    | –    | 132     |

### Królowie strzelców ligi angielskiej w barwach Manchesteru City
| Zawodnik       | Sezon   | Gole |
| -------------- | ------- | ---- |
| Frank Roberts  | 1924/25 | 31   |
| Francis Lee    | 1971/72 | 33   |
| Carlos Tévez   | 2010/11 | 20   |
| Sergio Agüero  | 2014/15 | 26   |
| Erling Haaland | 2022/23 | 36   |
| Erling Haaland | 2023/24 | 27   |

### Najlepsi asystenci Premier League w barwach Manchesteru City
| Zawodnik        | Sezon     | Asysty |
| --------------- | --------- | ------ |
| David Silva     | 2011/2012 | 17     |
| Kevin De Bruyne | 2016/2017 | 18     |
| Kevin De Bruyne | 2017/2018 | 16     |
| Kevin De Bruyne | 2019/2020 | 20     |

### Zdobywcy Złotej Rękawicy w barwach Manchesteru City
| Zawodnik | Sezon   | Czyste konta/liczba meczów | Średnia |
| -------- | ------- | -------------------------- | ------- |
| Joe Hart | 2010/11 | 18/38                      | 47,4%   |
| Joe Hart | 2011/12 | 17/38                      | 44,7%   |
| Joe Hart | 2012/13 | 18/38                      | 47,4%   |
| Joe Hart | 2014/15 | 14/36                      | 38,9%   |
| Ederson  | 2019/20 | 16/35                      | 45,7%   |
| Ederson  | 2020/21 | 19/36                      | 52,8%   |

## Manchester City w poszczególnych sezonach
| - 1880 Założenie klubu - 1891/92 8. miejsce w Football Alliance - 1892/93 5. miejsce w Second Division - 1893/94 13. miejsce w Second Dvision - 1894/95 9. miejsce w Second Division - 1895/96 2. miejsce w Second Division - 1896/97 6. miejsce w Second Division - 1897/98 3. miejsce w Second Division - 1898/99 Mistrzostwo Drugiej Ligi, awans do First Div. - 1899/1900 7. miejsce w First Division - 1900/01 11. miejsce w First Division - 1901/02 18. miejsce w First Division – spadek do Second Div. - 1902/03 Mistrzostwo Drugiej Ligi, awans do First Div. - 1903/04 2. miejsce w First Division, Puchar Anglii - 1904/05 3. miejsce w First Division - 1905/06 5. miejsce w First Division - 1906/07 17. miejsce w First Division - 1907/08 3. miejsce w First Division - 1908/09 19. miejsce w First Division, spadek do Second Div. - 1909/10 Mistrzostwo Drugiej Ligi, awans do First Div. - 1910/11 17. miejsce w First Division - 1911/12 15. miejsce w First Division - 1912/13 6. miejsce w First Division - 1913/14 13. miejsce w First Division - 1914/15 5. miejsce w First Division - 1915-1919 brak oficjalnych rozgrywek - 1919/20 7. miejsce w First Division - 1920/21 2. miejsce w First Division - 1921/22 10. miejsce w First Division - 1922/23 8. miejsce w First Division - 1923/24 11. miejsce w First Division - 1924/25 10. miejsce w First Division - 1925/26 21. miejsce w First Division, spadek do Second Div. - 1926/27 3. miejsce w Second Division - 1927/28 Mistrzostwo Drugiej Ligi, awans do First Div. - 1928/29 8. miejsce w First Division - 1929/30 3. miejsce w First Division - 1930/31 8. miejsce w First Division - 1931/32 14. miejsce w First Division - 1932/33 16. miejsce w First Division - 1933/34 5. miejsce w First Division, Puchar Anglii - 1934/35 4. miejsce w First Division - 1935/36 9. miejsce w First Division - 1936/37 Mistrzostwo Anglii - 1937/38 21. miejsce w First First DivisionDivision, spadek do Second Div. - 1938/39 5. miejsce w Second Division - 1939–1946 brak oficjalnych rozgrywek - 1946/47 Mistrzostwo Drugiej Ligi, awans do First Div. - 1947/48 10. miejsce w First Division - 1948/49 7. miejsce w First Division - 1949/50 21. miejsce w First Division, spadek do Second Div. - 1950/51 2. miejsce w Second Division, awans do First Div. - 1951/52 15. miejsce w First Division - 1952/53 20. miejsce w First Division - 1953/54 17. miejsce w First Division - 1954/55 7. miejsce w First Division - 1955/56 4. miejsce w First Division, Puchar Anglii - 1956/57 18. miejsce w First Division - 1957/58 5. miejsce w First Division - 1958/59 20. miejsce w First Division - 1959/60 16. miejsce w First Division | - 1960/61 13. miejsce w First Division - 1961/62 12. miejsce w First Division - 1962/63 21. miejsce w First Division, spadek do Second Div. - 1963/64 6. miejsce w Second Division - 1964/65 11. miejsce w Second Division - 1965/66 Mistrzostwo Drugiej Ligi, awans do First Div. - 1966/67 15. miejsce w First Division - 1967/68 Mistrzostwo Anglii - 1968/69 13. miejsce w First Division, Puchar Anglii - 1969/70 10. miejsce w First Division, Puchar Ligi Angielskiej, Puchar Zdobywców Pucharów - 1970/71 11. miejsce w First Division - 1971/72 4. miejsce w First Division - 1972/73 11. miejsce w First Division - 1973/74 14. miejsce w First Division - 1974/75 8. miejsce w First Division - 1975/76 8. miejsce w First Division, Puchar Ligi Angielskiej - 1976/77 2. miejsce w First Division - 1977/78 4. miejsce w First Division - 1978/79 15. miejsce w First Division - 1979/80 17. miejsce w First Division - 1980/81 12. miejsce w First Division - 1981/82 10. miejsce w First Division - 1982/83 20. miejsce w First Division, spadek do Second Div. - 1983/84 4. miejsce w Second Division - 1984/85 3. miejsce w Second Division, awans do First Div. - 1985/86 15. miejsce w First Division - 1986/87 21. miejsce w First Division, spadek do Second Div. - 1987/88 9. miejsce w Second Division - 1988/89 2. miejsce w Second Division, awans do First Div. - 1989/90 14. miejsce w First Division - 1990/91 5. miejsce w First Division - 1991/92 5. miejsce w First Division - 1992/93 8. miejsce w Premier League - 1993/94 16. miejsce w Premier League - 1994/95 17. miejsce w Premier League - 1995/96 18. miejsce w Premier League, spadek do First Division (2 ligi) - 1996/97 14. miejsce w First Division - 1997/98 22. miejsce w First Division, spadek do Second Division (3 ligi) - 1998/99 3. miejsce w Second Division, awans do First Division - 1999/2000 2. miejsce w First Division, awans do Premier League - 2000/01 18. miejsce w Premier League, spadek do First Division - 2001/02 Mistrzostwo Drugiej Ligi, awans do Premier League - 2002/03 9. miejsce w Premier League - 2003/04 16. miejsce w Premier League - 2004/05 8. miejsce w Premier League - 2005/06 15. miejsce w Premier League - 2006/07 14. miejsce w Premier League - 2007/08 9. miejsce w Premier League - 2008/09 10. miejsce w Premier League - 2009/10 5. miejsce w Premier League - 2010/11 3. miejsce w Premier League, Puchar Anglii - 2011/12 Mistrzostwo Anglii - 2012/13 2. miejsce w Premier League, Superpuchar Anglii - 2013/14 Mistrzostwo Anglii, Puchar Ligi Angielskiej - 2014/15 2. miejsce w Premier League - 2015/16 4. miejsce w Premier League, Puchar Ligi Angielskiej - 2016/17 3. miejsce w Premier League - 2017/18 Mistrzostwo Anglii, Puchar Ligi Angielskiej - 2018/19 Mistrzostwo Anglii, Puchar Anglii, Puchar Ligi Angielskiej, Superpuchar Anglii - 2019/20 2. miejsce w Premier League, Puchar Ligi Angielskiej, Superpuchar Anglii - 2020/21 Mistrzostwo Anglii, Puchar Ligi Angielskiej - 2021/2022 Mistrzostwo Anglii - 2022/2023 Mistrzostwo Anglii, Puchar Anglii, Liga Mistrzów, Superpuchar Europy, Klubowe Mistrzostwo Świata |